# Linea di successione al trono di Modena e Reggio

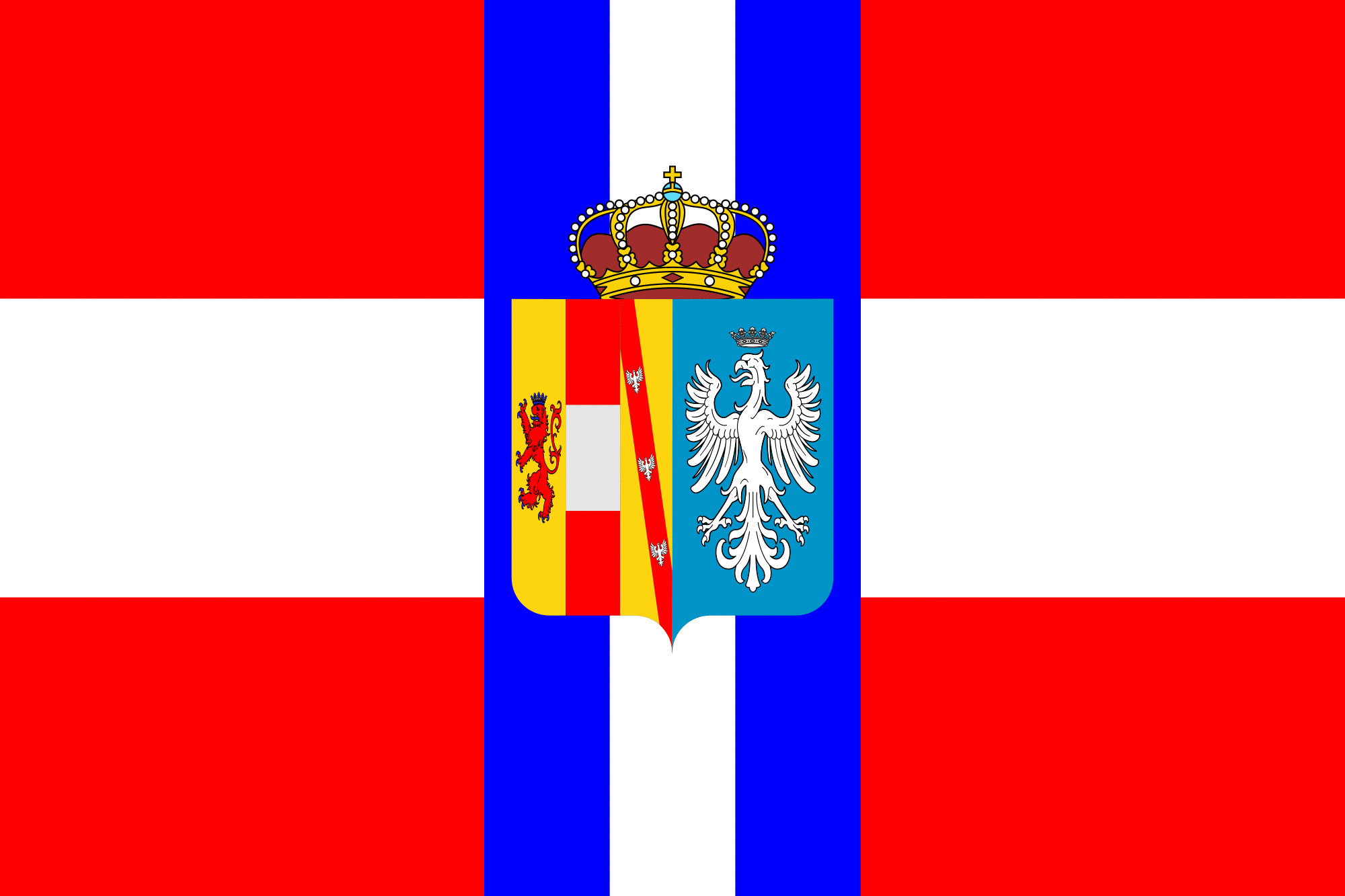
La bandiera del ducato di Modena e Reggio.

La linea di successione al trono ducale di Modena e Reggio segue il criterio della legge salica. Il Ducato di Modena e Reggio è stato annesso ufficialmente al Regno di Sardegna nel 1860.

## L'eredità del nome d'Este
L'ultimo duca regnante di Modena e Reggio, Francesco V, morì nel 1875 senza eredi maschi diretti, lasciando suo erede dinastico il cugino Francesco Ferdinando, a quei tempi terzo in linea di successione al trono imperiale, sotto condizione che questi assumesse per sé e per i suoi discendenti il nome "d'Austria-Este". Dopo l'uccisione di Francesco Ferdinando, l'imperatore Francesco Giuseppe trasmise i diritti estensi al nipote, l'arciduca Carlo, che, divenuto imperatore, il 16 aprile 1917 concesse il titolo al figlio secondogenito Roberto d'Austria-Este.
L'attuale capo della Casa d'Austria-Este è l'arciduca Lorenzo d'Austria-Este, principe del Belgio, figlio di Roberto e di Margherita di Savoia-Aosta. Nel 1984 ha sposato Astrid del Belgio.

### Linea di successione
La linea di successione all'Arciduca Lorenzo d'Austria-Este (1955) è la seguente:
1. S.A.I.R. Arciduca Amedeo d'Austria-Este e principe del Belgio (1986), figlio di Lorenzo
2. S.A.I.R. Arciduca Massimiliano d'Austria-Este e principe del Belgio (2019), figlio di Amedeo
3. S.A.I.R. Arciduca Gioacchino d'Austria-Este e principe del Belgio (1991), figlio di Lorenzo
4. S.A.I.R. Arciduca Gerardo d'Austria-Este (1957), fratello di Lorenzo
5. S.A.I.R. Arciduca Martino d'Austria-Este (1958), fratello di Lorenzo
6. S.A.I.R. Arciduca Bartolomeo d'Austria-Este (2006), figlio di Martino
7. S.A.I.R. Arciduca Emanuele d'Austria-Este (2008), figlio di Martino
8. S.A.I.R. Arciduca Luigi Amedeo d'Austria-Este (2011), figlio di Martino